# Pfarrhaus (Bad Neustadt an der Saale)

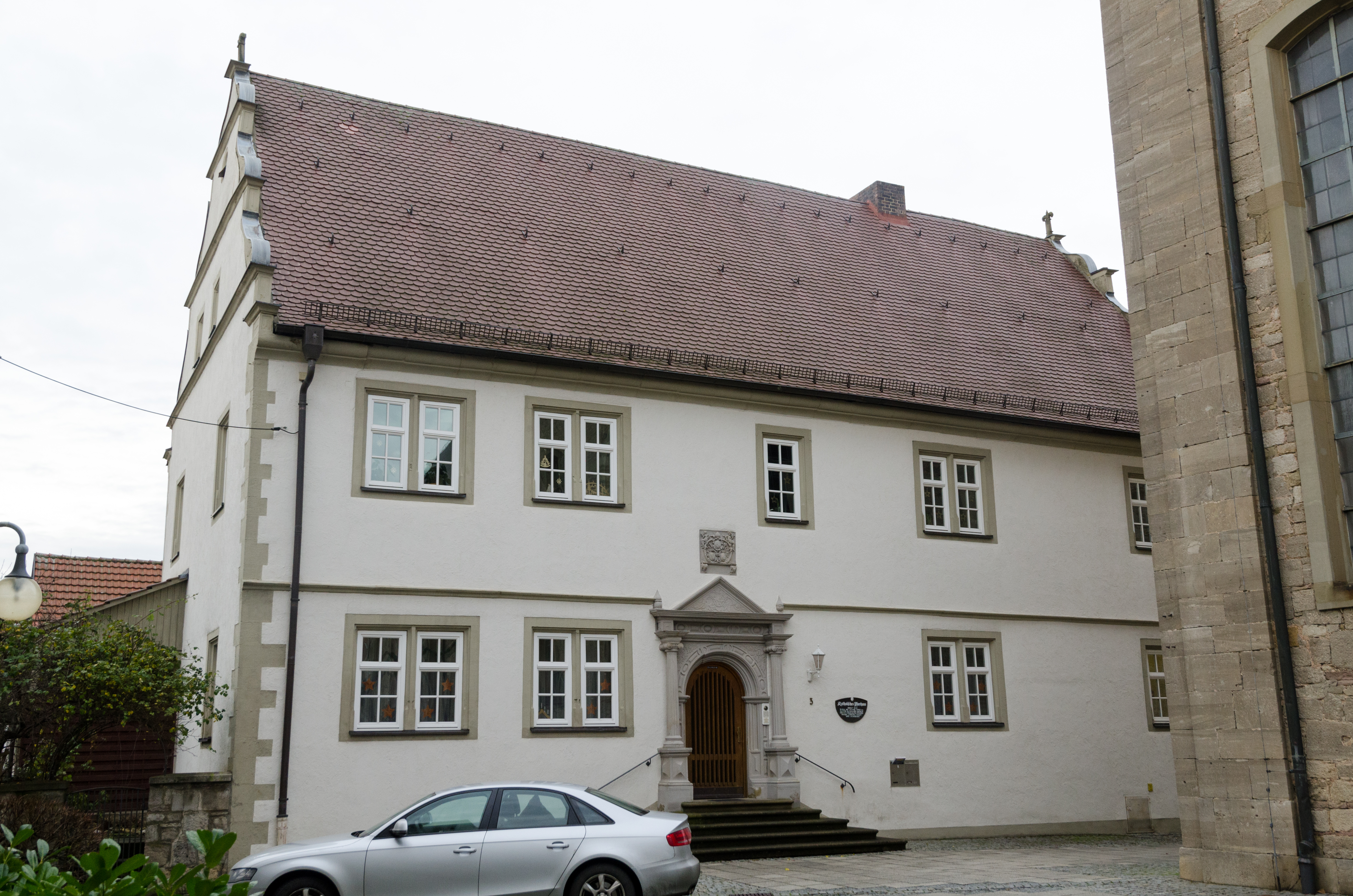
Das Pfarrhaus in Bad Neustadt an der Saale

Das Pfarrhaus in Bad Neustadt an der Saale, der Kreisstadt des unterfränkischen Landkreises Rhön-Grabfeld, wurde im Jahr 1602 errichtet. Es war ursprünglich die Kuratie des Klosters Bildhausen. Das
Pfarrhaus mit der Adresse Kirchpforte 5 ist ein geschütztes Baudenkmal.
Das Gebäude besitzt zwei massiv gemauerte Geschosse und ein Satteldach mit Volutengiebeln. An den Giebelwänden befinden sich einfache Fenster, an den übrigen Wänden überwiegend Zwillingsfenster. Über dem Säulenportal mit Dreiecksgiebel ist ein Wappenstein mit Bauinschrift angebracht.